# Pírola secunda
La pírola secunda (Orthilia secunda) és la única espècie del gènere Orthilia, de la família de les ericaceae, dins de la subfamília Pyroloideae (que segons algunes flores de referència als Països Catalans o a la Península Ibèrica segueix tenint la categoria de família Pirolàcies).
La planta té distribució circumboreal, creixent a gran part de l'hemisferi nord i arribant a la península Ibèrica.

## Descripció
És una petita herba perenne, amb un rizoma reptant i molt dividit. La tija fa entre 7 i 25 cm d'alt, i porta fulles sobretot a la meitat inferior, ovades, crenades i amb un curt pecíol. Les flors (entre 5 i 15 normalment) apareixen en una inflorescència densa, mirant totes cap al mateix costat. El fruit és una càpsula pèndula. Floreix de juny a agost.

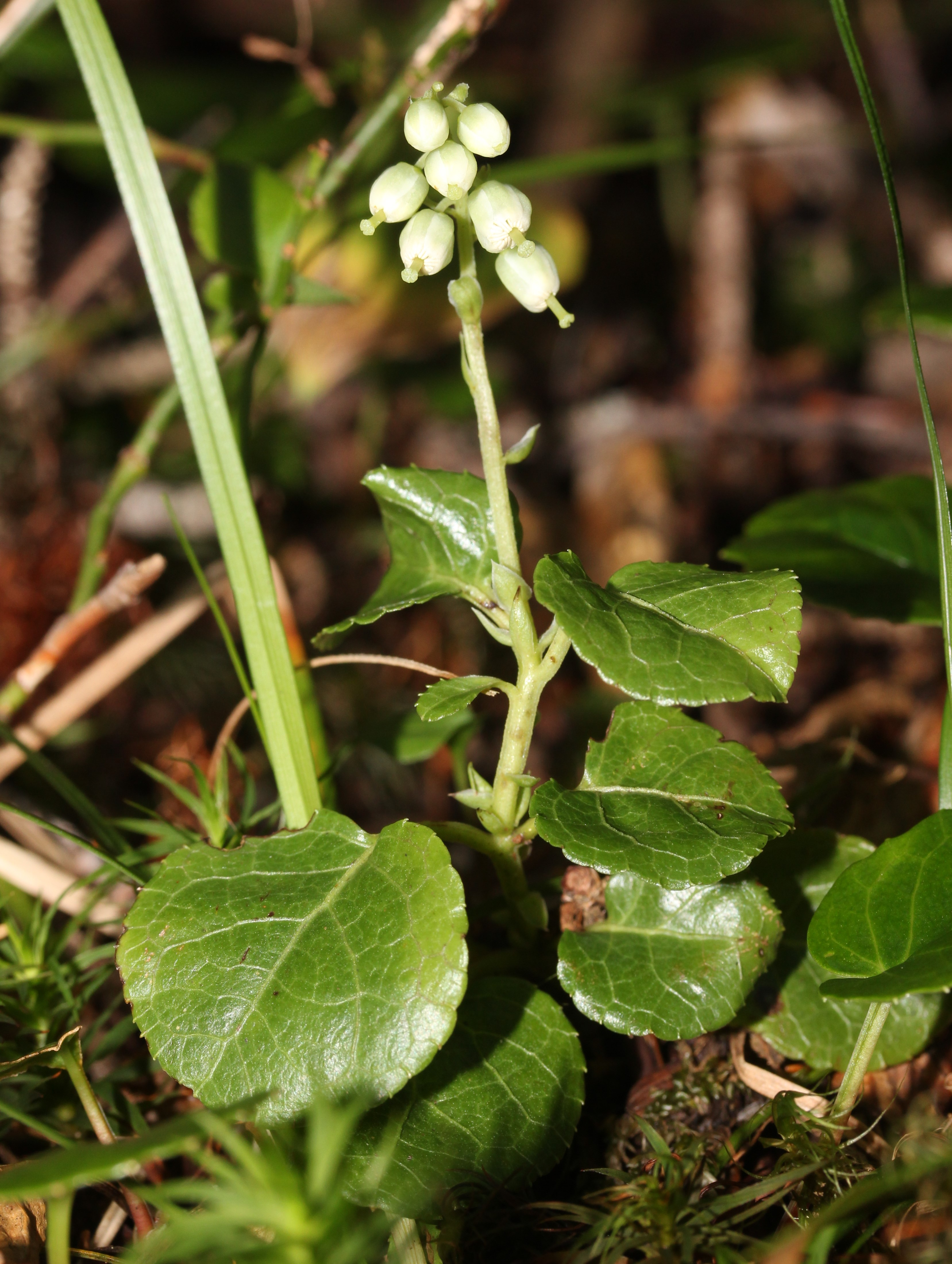
Orthilia secunda s3

## Ecologia i distribució
Les píroles viuen en boscos humits, amb sòl humífer. És una espècie parcialment saprofítica que pot fer la fotosíntesi per obtenir energia de la llum del sol, però també alimentar-se de l'humus del sòl a través de micorrizes amb els fongs del subsòl. Aquest fenomen s'anomena mixotrofisme. És una planta distribució circumboreal que als Països Catalans es troba principalment en pinedes i avetoses dels Pirineus i serres veïnes, on viu des dels 900 als 2100 m d'altitud. Fora dels Pirineus pot trobar-se de forma rara als Ports de Beseit, la serranía de Cuenca i la serralada Cantàbrica. En aquests casos pot créixer també en altres tipus de pinedes i fagedes, sempre que tinguin una capa gruixuda d'humus.

## Sinònims
Pyrola secunda L.